# Rijksinstituut voor Volksgezondheid en Milieu

Logo Behörde – Englische Variante

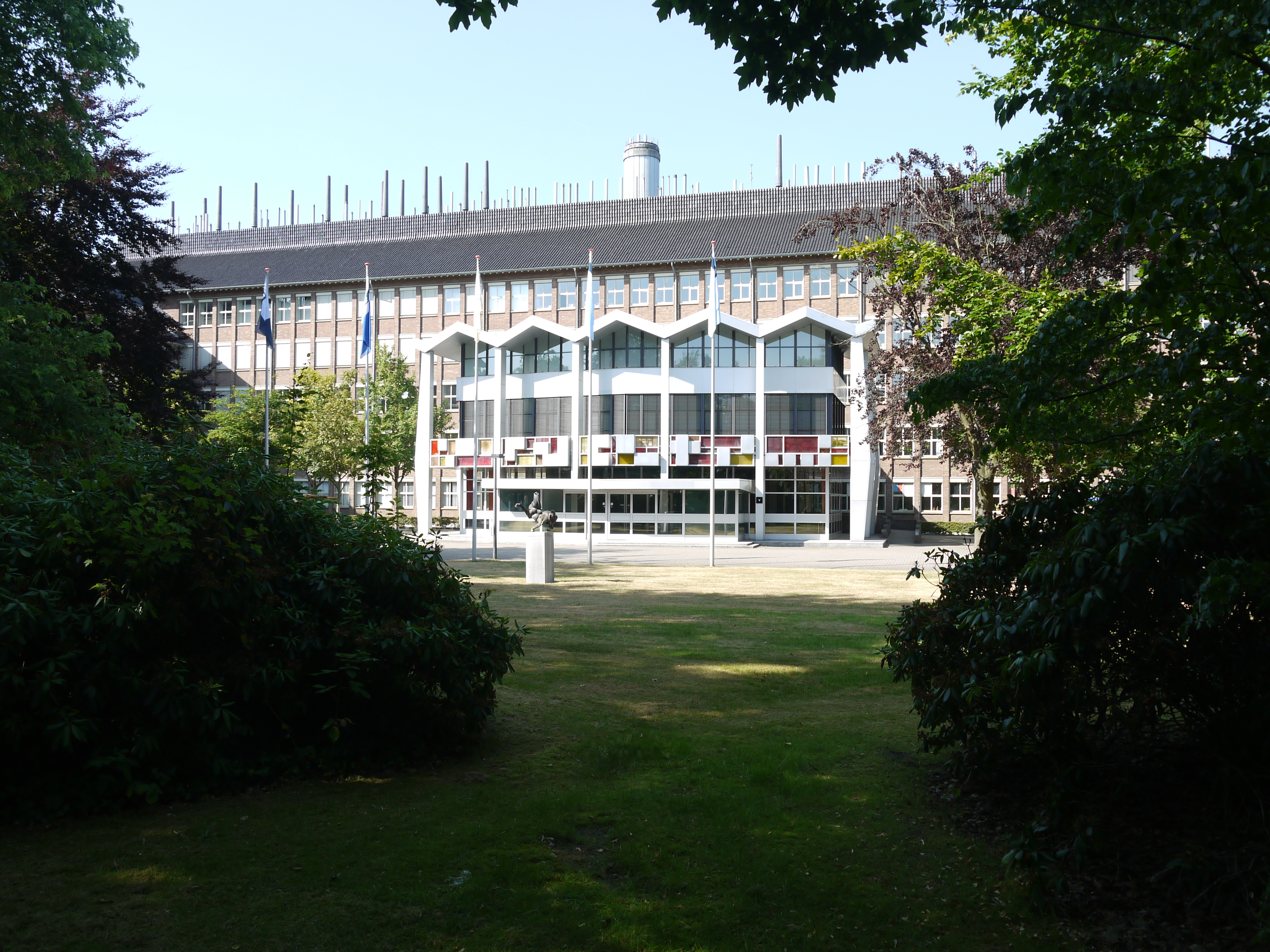
Rijksinstituut voor Volksgezondheid en Milieu in Bilthoven, Niederlande

Rijksinstituut voor Volksgezondheid en Milieu (RIVM, zu Deutsch etwa: ‚Reichsinstitut für öffentliche Gesundheit und Umwelt‘; englisch National Institute for Public Health and the Environment) ist eine niederländische Behörde für Öffentliche Gesundheit und Umweltschutz. Das RIVM ist eine unabhängige Forschungseinrichtung, die dem Ministerium für Gesundheit, Gemeinwohl und Sport untersteht, und hat seinen Sitz in Bilthoven. Das 1984 aus einer Fusion entstandene RIVM hat etwa 1600 Mitarbeiter. Das Institut führt in Auftrag gegebene und selbstständige Forschungen durch und sammelt weltweit wissenschaftliche Erkenntnisse. Zu den Auftraggebern gehören neben niederländischen Ministerien auch die Europäische Union, die Weltgesundheitsorganisation und die Vereinten Nationen.

## Aufgaben
Zu den Aufgaben des RIVM gehört die Unterstützung bei politischen Entscheidungen zum Schutz der Gesundheit der Bevölkerung und zum Umweltschutz. Das RIVM berichtet regelmäßig über den Zustand und die künftige Entwicklung im Bereich Gesundheit, Infektionskrankheiten und Umwelt. Es koordiniert und begleitet staatliche Präventionskampagnen, beispielsweise zu den empfohlenen Impfungen, zur gesunden Ernährung und Bewegung oder gegen das Rauchen. Bei chemischen und biologischen Unfällen hat das RIVM die Laboratorien und die Expertise, die zum fachkundigen Handeln nötig sind. Des Weiteren nimmt das RIVM an internationalen Zusammenarbeiten und Forschungsarbeiten teil.
Ein RIVM-Team um Chantal Reusken und Adam Meijer war an der Entwicklung des ersten Tests auf SARS-CoV-2, den Erreger von COVID-19, beteiligt.